# 21182 Teshiogawa
21182 Teshiogawa este o planetă minoră (asteroid), cu un diametru de 4,231 km, din centura de asteroizi. A fost descoperită pe 12 martie 1994 la Kitami Observatory⁠(d) de Kin Endate. 
Obiectul prezintă o orbită caracterizată de o semiaxă mare de 2,291281 UAi, o excentricitate de 0,26, o înclinație de 25,24791 ° în raport cu ecliptica.